# Вертинские
Верти́нские (бел. Вярці́нскія) — деревня в Поставском районе Витебской области Белоруссии. Входит в состав Козловщинского сельсовета. Население — 11 человек (2019).

## История
Деревня упоминается в 1870 году как имение князя Друцко-Любецкого в составе Виленской губернии Дисненского уезда Луцкой волости. В 1938 году в составе Виленского воеводства Поставского повета сельской гмины Козловщина.
В 1921—1945 годах деревня в составе гмины Козловщина Поставского повета Виленского воеводства.

## Население
- 1921 год — 102 жителя, 18 дворов[4].
- 1931 год — 118 жителей, 23 двора[5].
- 2009 год — 49 жителей (перепись населения)
- 2019 год — 11 жителей (перепись населения)